# 유정 (1992년)
유정(본명: 김유정, 본명 한자: 金柔廷, 1992년 2월 14일 ~ )은 대한민국의 가수, 배우로 걸 그룹 라붐의 전 멤버였다.

## 학력
- 명지대학교 실용음악학과 (학사)

## 가수 외 활동

### 예능
- 2017년 KBS2 토요 예능프로그램 《아이돌 리부팅 프로젝트 더 유닛》 ... 참가자
- 2021년 네이버 NOW 예능프로그램 《#OUTNOW 브레이브걸스》 ... 고정출연

- 《아이돌 리부팅 프로젝트 더 유닛》 (2017) - 참가자
- 《#OUTNOW 브레이브걸스》 (2021) -고정 출연
- 《촌스럽게 : in 시크릿 아일랜드》 (2022) -고정 출연
- 《빼고파》 (2022) -고정 출연
- 《결혼에 진심》 (2022) -고정 출연
- 《촌스럽게 여기도 안 와봤어?》 (2023) -고정 출연
- 《I.리뷰.U》 (2023) -고정 출연
- 《블루문미》 (2023) -고정 출연
- 《더 트래블로그》(2024) - 고정 출연
- 《하입보이스카웃》 (2024) - 고정 출연

### 드라마
- 《백년의 신부》 (2014년, TV조선) - 리앤 역
- 《러브 시큐리티》 (2017년, 웹드라마) - 유정 역
- 《반짝반짝 들리는》 (2018년, KBS2) - 유빈 역